# 文瑄
文瑄（?—?），字縝山，贵州瓮安人，清朝政治人物、同進士出身。

## 生平
乾隆元年（1736年）丙辰科進士，三甲二百四十二名，官四川中江縣知縣。